# 學校怪談
學校怪談或稱校園傳說是指流傳於參與校園生活的各種人之間口耳相傳的又無法確切證實消息，是混雜了當代的校園文化與宗教習俗和其它超自然力量的整合體。

## 常見類型

### 戀愛相關
- 傳說之樹下告白會成為一對（純愛手札）
- 校園內戀愛禁忌

### 靈異
- 廁所花子
- 實驗室人體模型自行移動
- 自殺相關的怪談
- 無人音樂教室的樂器自動奏樂
- 夜晚雕像移動
- 校地相關的靈異傳說（校地是前屠殺事件發生地或刑場）
- 裂口女
- 鹿島零子
- 十三阶楼梯
- 維也納森林裡的草怪
- 宮燈姐姐

## 其他
- 跟退學或不能畢業有關的傳說（如經過某個門口就不能畢業）

## 起因
1. 學長或學姊的惡作劇，人云亦云
2. 巧合
3. 某些地點氣氛本來就比較好或差，關係容易突然變化
4. 自殺或意外事件傳言